# آدنوسینرژیک
یک دارو یا عامل آدنوسینرژیک (انگلیسی: Adenosinergic) یک ماده شیمیایی است که به طور مستقیم سیستم آدنوزین را در بدن یا مغز تعدیل می‌کند. مثال‌ها شامل آگونیست‌های گیرنده آدنوزین، آنتاگونیست‌های گیرنده آدنوزین (مانند کافئین) و مهارکننده‌های بازجذب آدنوزین است.